# Acanthurus japonicus
Acanthurus japonicus is een  straalvinnige vissensoort uit de familie van doktersvissen (Acanthuridae). De wetenschappelijke naam van de soort is voor het eerst geldig gepubliceerd in 1931 door Schmidt.